# Gordon Greenidge
Sir Cuthbert Gordon Greenidge KCMG MBE (* 1. Mai 1951 in Black Bess, St Peter, Barbados) ist ein ehemaliger Cricketspieler aus Barbados, der für das Team der West Indies spielte.

## Karriere

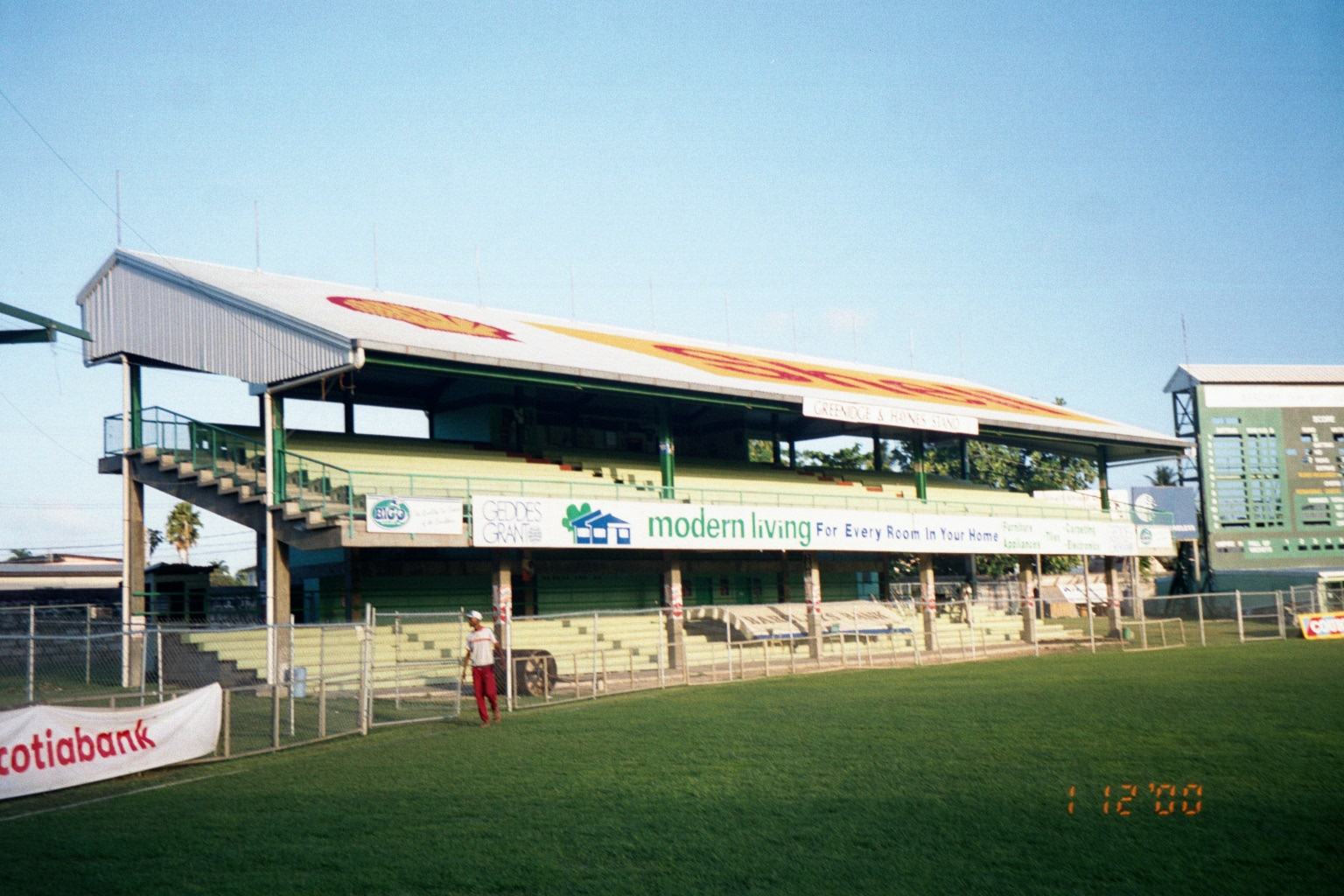
Nach Greenidge benannte Tribüne im Kensington Oval (2000)

Gordon Greenidge spielte als opening Batsman. Zusammen mit Desmond Haynes bildete er eins der erfolgreichsten Startschlagmännergespanne aller Zeiten. Für das Team der West Indies nahm Greenidge an 108 Testmatches teil, bei denen er insgesamt 7558 Runs (44.72 Runs pro Wicket) erzielte. Bei seinem Testdebüt gegen Indien in Bangalore im November 1974 erzielte er in seinem ersten Testinnings 93 Runs und im zweiten Innings mit 109 Runs sein erstes Century. 
Zudem bestritt Gordon Greenidge während seiner Karriere 128 One-Day International Cricket Matches (ODIs) für das Team der West Indies, bei denen er insgesamt 5134 Runs (45.03 Runs pro Wicket) erzielte. Greenidge nahm mit den West Indies an drei Cricket Weltmeisterschaften (1975, 1979 und 1983) teil. Bei allen drei Turnieren erreichte er mit seinem Team das Finale, von denen zwei gewonnen werden konnten (1975 und 1979). 

## Sonstiges
Gordon Greenidge wurde 1977 zu einem der fünf Wisden Cricketers of the Year gewählt. Im Jahr 2009 wurde er in die ICC Hall of Fame aufgenommen. Beim Cricket World Cup 1999 war Greenidge Trainer der Mannschaft aus Bangladesch.